# Cuencai függőházak
A cuencai függőházak a spanyolországi Cuenca városának híres műemlékei. Nevüket arról kapták, hogy a Huécar patak völgyének függőleges sziklafalaira épültek, és több részük, főleg faerkélyeik kinyúlnak a sziklafal fölé.
A házakat kőből építették, falaik sarkait faragott kőtéglák segítségével formálták meg. Alulról gyámkövek is tartják őket. Az épületek közül ma három látogatható: a Casa de la Sirena („a szirén háza”) és a két házból álló Casas del Rey („a király házai”). Az előbbiben vendégfogadó működik, míg utóbbiban, ahol eredeti szerkezeteket, például fagerendázatokat is lehet látni, 1966 óta a Spanyol Absztrakt Múzeumnak ad otthont.
Már a 15. században is léteztek. Ismert adat, hogy 1481-ben a cuencai székesegyház Cañamares nevű kanonokja vásárolta meg őket saját lakásnak. Az viszont valótlan, bár elterjedt „legenda”, hogy a középkorban királyok laktak bennük vagy hogy XIII. Alfonz spanyol király nyári palotaként használta őket. Azt tudjuk, hogy a városi önkormányzat a 20. század elején vásárolta meg az épületeket, majd 1928-ban egy részüket lebontatta.

## Képek

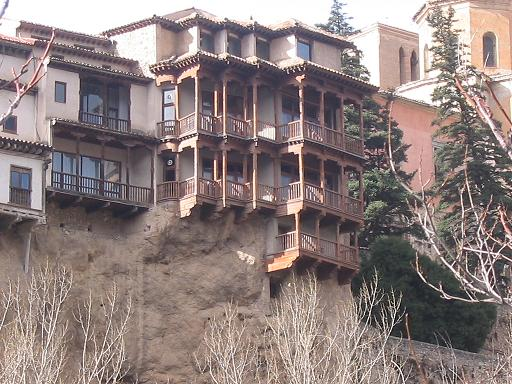
Az egyik ház
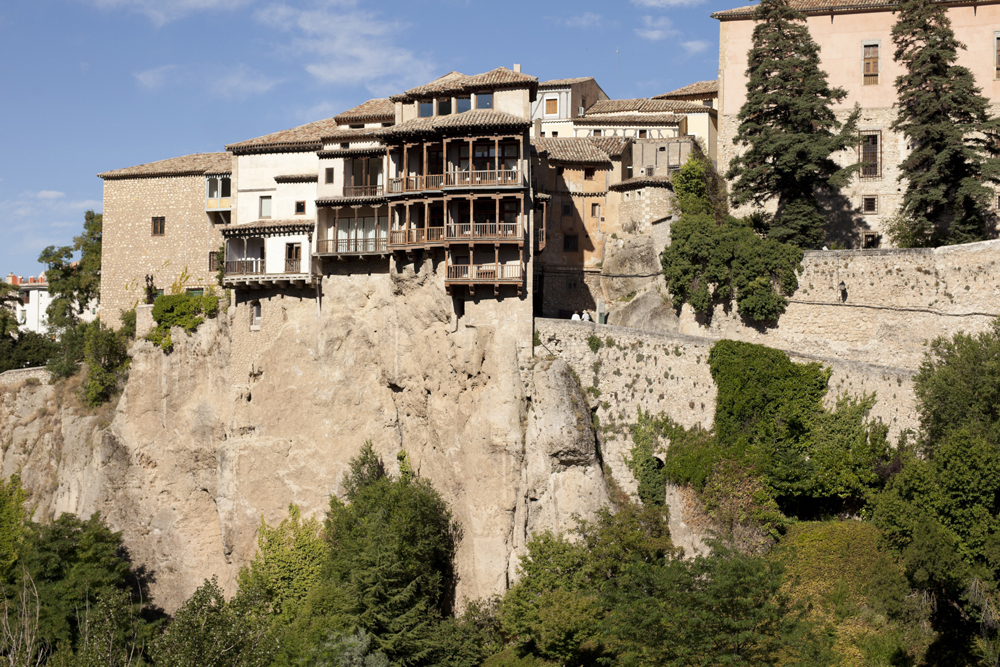
Több ház
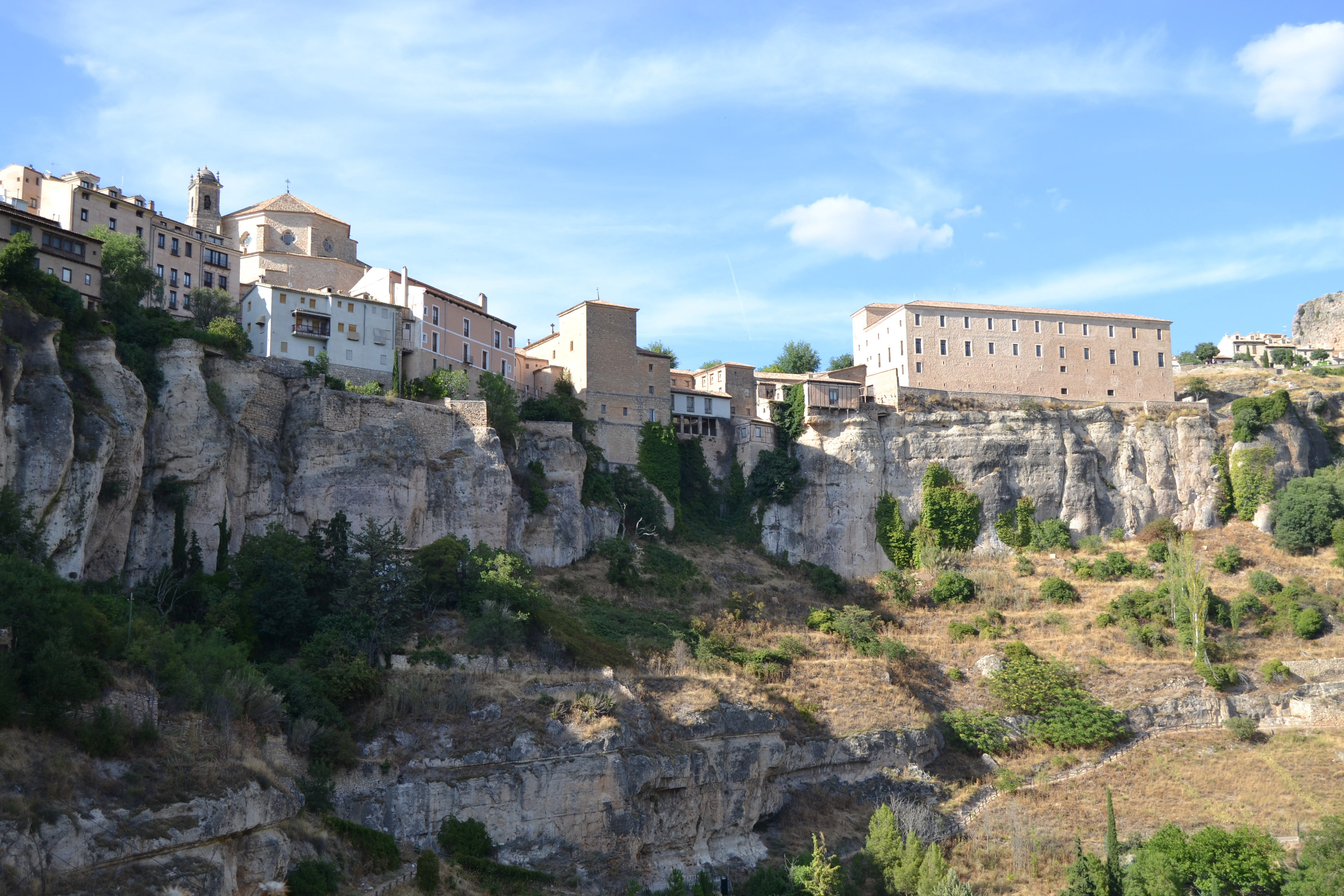
A patakvölgy
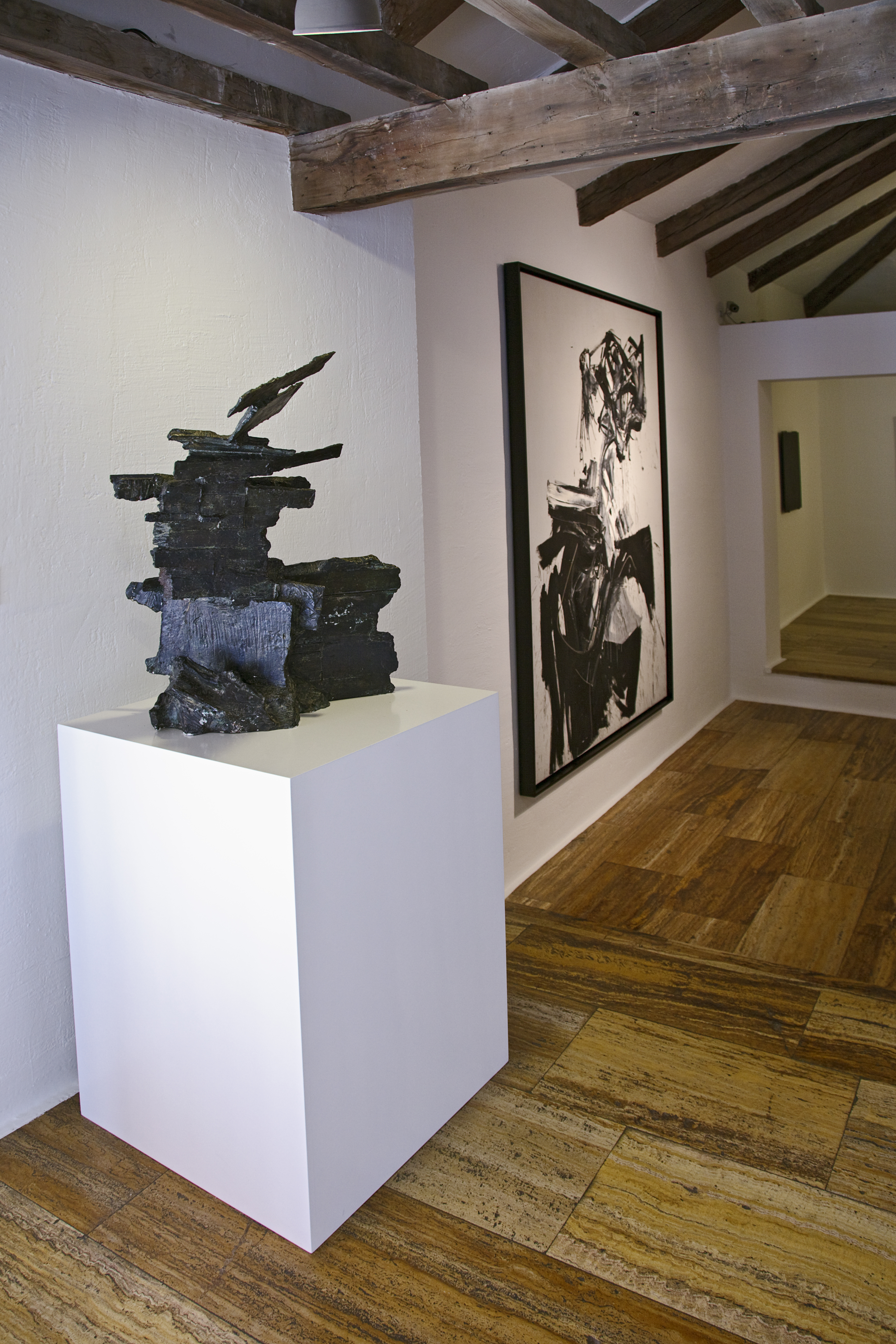
A bent berendezett absztrakt múzeum